# Mistrovství Evropy ve volejbale mužů 2009
26. mistrovství Evropy ve volejbale mužů se konalo ve dnech 3. – 13. září v Turecku.
Turnaje se zúčastnilo 16 družstev, rozdělených do čtyř čtyřčlenných skupin. První tři mužstva s každé skupiny postoupila do dvou čtvrtfinálových skupin. Týmy z prvního a druhého místa postoupily do play off. Mistrem Evropy se stali volejbalisté Polska.

## Pořadatelská města
| İzmir                       | Istanbul          |
| İzmir Halkapınar Sport Hall | Abdi İpekçi Arena |
| İzmir Halkapınar            |                   |

## Kvalifikace
| Pořadatel - Turecko | Přímý postup z ME 2007 - Finsko - Itálie - Německo - Rusko - Srbsko - Španělsko | Postup z Kvalifikace - Bulharsko - Estonsko - Francie - Nizozemsko - Řecko - Slovensko | Postup z dodatečné kvalifikace - Česko - Polsko - Slovinsko |

## Výsledky a tabulky

### Základní část

#### Skupina A (Izmir)
| Datum   | Zápas             | Výsledek | Sety  | Sety  | Sety  | Sety  | Sety  | Míče    |
| Datum   | Zápas             | Výsledek | 1     | 2     | 3     | 4     | 5     | Míče    |
| ------- | ----------------- | -------- | ----- | ----- | ----- | ----- | ----- | ------- |
| 3. září | Polsko - Francie  | 3:1      | 18:25 | 25:17 | 25:22 | 25:18 |       | 93:82   |
| 3. září | Německo - Turecko | 3:2      | 26:24 | 23:25 | 25:22 | 30:32 | 15:13 | 119:116 |
| 4. září | Polsko - Německo  | 3:1      | 25:17 | 25:23 | 27:29 | 25:14 |       | 102:83  |
| 5. září | Francie - Německo | 3:1      | 21:25 | 25:14 | 25:20 | 25:23 |       | 96:82   |
| 5. září | Turecko - Polsko  | 0:3      | 23:25 | 18:25 | 17:25 |       |       | 58:75   |
| 6. září | Turecko - Francie | 0:3      | 16:25 | 21:25 | 23:25 |       |       | 60:75   |

| Poř | Země    | Body | Zápasy | Výhry | Prohry | Sety | Ratio | Míče    | Ratio |
| --- | ------- | ---- | ------ | ----- | ------ | ---- | ----- | ------- | ----- |
| 1.  | Polsko  | 6    | 3      | 3     | 0      | 9:2  | 4.500 | 270:223 | 1.211 |
| 2.  | Francie | 5    | 3      | 2     | 1      | 7:4  | 1.750 | 253:235 | 1.077 |
| 3.  | Německo | 4    | 3      | 1     | 2      | 5:8  | 0.625 | 284:314 | 0.904 |
| 4.  | Turecko | 3    | 3      | 0     | 3      | 2:9  | 0.222 | 234:269 | 0.870 |

#### Skupina B (Istanbul)
| Datum   | Zápas                 | Výsledek | Sety  | Sety  | Sety  | Sety  | Sety  | Míče    |
| Datum   | Zápas                 | Výsledek | 1     | 2     | 3     | 4     | 5     | Míče    |
| ------- | --------------------- | -------- | ----- | ----- | ----- | ----- | ----- | ------- |
| 3. září | Estonsko - Rusko      | 1:3      | 25:20 | 17:25 | 18:25 | 15:25 |       | 75:95   |
| 3. září | Nizozemsko - Finsko   | 3:2      | 25:21 | 22:25 | 28:30 | 25:15 | 18:16 | 118:107 |
| 4. září | Nizozemsko - Estonsko | 3:1      | 27:29 | 25:19 | 25:18 | 30:28 |       | 107:94  |
| 5. září | Rusko - Nizozemsko    | 3:2      | 25:23 | 25:22 | 21:25 | 23:25 | 15:10 | 109:105 |
| 5. září | Finsko - Estonsko     | 3:0      | 25:18 | 25:22 | 25:21 |       |       | 75:61   |
| 6. září | Rusko - Finsko        | 3:0      | 25:12 | 25:14 | 25:17 |       |       | 75:43   |

| Poř | Země       | Body | Zápasy | Výhry | Prohry | Sety | Ratio | Míče    | Ratio |
| --- | ---------- | ---- | ------ | ----- | ------ | ---- | ----- | ------- | ----- |
| 1.  | Rusko      | 6    | 3      | 3     | 0      | 9:3  | 3.000 | 279:223 | 1.251 |
| 2.  | Nizozemsko | 5    | 3      | 2     | 1      | 8:6  | 1.333 | 330:310 | 1.065 |
| 3.  | Finsko     | 4    | 3      | 1     | 2      | 5:6  | 0.833 | 225:254 | 0.886 |
| 4.  | Estonsko   | 3    | 3      | 0     | 3      | 2:9  | 0.222 | 230:277 | 0.830 |

#### Skupina C (Izmir)
| Datum   | Zápas                 | Výsledek | Sety  | Sety  | Sety  | Sety  | Sety  | Míče    |
| Datum   | Zápas                 | Výsledek | 1     | 2     | 3     | 4     | 5     | Míče    |
| ------- | --------------------- | -------- | ----- | ----- | ----- | ----- | ----- | ------- |
| 3. září | Španělsko - Slovinsko | 3:0      | 25:20 | 25:19 | 25:20 |       |       | 75:59   |
| 4. září | Řecko - Španělsko     | 3:0      | 25:23 | 25:20 | 25:21 |       |       | 75:64   |
| 4. září | Slovinsko - Slovensko | 0:3      | 20:25 | 21:25 | 28:30 |       |       | 69:80   |
| 5. září | Slovensko - Řecko     | 2:3      | 25:19 | 28:30 | 23:25 | 25:21 | 12:15 | 113:110 |
| 6. září | Slovinsko - Řecko     | 1:3      | 32:34 | 24:26 | 25:23 | 21:25 |       | 102:108 |
| 6. září | Slovensko - Španělsko | 2:3      | 18:25 | 25:21 | 18:25 | 25:19 | 11:15 | 97:106  |

| Poř | Země      | Body | Zápasy | Výhry | Prohry | Sety | Ratio | Míče    | Ratio |
| --- | --------- | ---- | ------ | ----- | ------ | ---- | ----- | ------- | ----- |
| 1.  | Řecko     | 6    | 3      | 3     | 0      | 9:3  | 3.000 | 293:279 | 1.050 |
| 2.  | Španělsko | 5    | 3      | 2     | 1      | 6:5  | 1.200 | 244:231 | 1.056 |
| 3.  | Slovensko | 4    | 3      | 1     | 2      | 7:6  | 1.167 | 290:284 | 1.021 |
| 4.  | Slovinsko | 3    | 3      | 0     | 3      | 1:9  | 0.111 | 230:263 | 0.875 |

#### Skupina D (Istanbul)
| Datum   | Zápas              | Výsledek | Sety  | Sety  | Sety  | Sety  | Sety  | Míče    |
| Datum   | Zápas              | Výsledek | 1     | 2     | 3     | 4     | 5     | Míče    |
| ------- | ------------------ | -------- | ----- | ----- | ----- | ----- | ----- | ------- |
| 3. září | Bulharsko - Srbsko | 3:2      | 21:25 | 25:17 | 19:25 | 25:22 | 15:11 | 105:100 |
| 4. září | Itálie - Bulharsko | 0:3      | 24:25 | 22:25 | 22:25 |       |       | 68:76   |
| 4. září | Srbsko - Česko     | 3:0      | 25:22 | 26:24 | 26:14 |       |       | 76:60   |
| 5. září | Česko - Itálie     | 0:3      | 12:25 | 26:28 | 20:25 |       |       | 58:78   |
| 6. září | Srbsko - Itálie    | 3:1      | 25:23 | 19:25 | 25:12 | 25:21 |       | 94:81   |
| 6. září | Česko - Bulharsko  | 1:3      | 19:25 | 25:23 | 20:25 | 17:25 |       | 81:98   |

| Poř | Země      | Body | Zápasy | Výhry | Prohry | Sety | Ratio | Míče    | Ratio |
| --- | --------- | ---- | ------ | ----- | ------ | ---- | ----- | ------- | ----- |
| 1.  | Bulharsko | 6    | 3      | 3     | 0      | 9:3  | 3.000 | 279:249 | 1.120 |
| 2.  | Srbsko    | 5    | 3      | 2     | 1      | 8:4  | 2.000 | 270:246 | 1.098 |
| 3.  | Itálie    | 4    | 3      | 1     | 2      | 4:6  | 0.667 | 227:228 | 0.996 |
| 4.  | Česko     | 3    | 3      | 0     | 3      | 1:9  | 0.111 | 199:252 | 0.790 |

### Čtvrtfinále

#### Skupina E (Izmir)
| Datum    | Zápas               | Výsledek | Sety  | Sety  | Sety  | Sety  | Sety  | Míče    |
| Datum    | Zápas               | Výsledek | 1     | 2     | 3     | 4     | 5     | Míče    |
| -------- | ------------------- | -------- | ----- | ----- | ----- | ----- | ----- | ------- |
| 8. září  | Německo - Řecko     | 3:1      | 25:14 | 33:31 | 21:25 | 25:21 |       | 104:91  |
| 8. září  | Polsko - Španělsko  | 3:2      | 18:25 | 25:20 | 25:18 | 23:25 | 17:15 | 108:103 |
| 8. září  | Francie - Slovensko | 3:1      | 25:23 | 24:26 | 25:22 | 25:21 |       | 99:92   |
| 9. září  | Španělsko - Německo | 1:3      | 25:19 | 25:27 | 23:25 | 20:25 |       | 93:96   |
| 9. září  | Slovensko - Polsko  | 2:3      | 25:21 | 15:25 | 10:25 | 25:14 | 14:16 | 89:101  |
| 9. září  | Řecko - Francie     | 1:3      | 18:25 | 32:30 | 18:25 | 23:25 |       | 91:105  |
| 10. září | Německo - Slovensko | 3:1      | 25:22 | 21:25 | 25:16 | 25:21 |       | 96:84   |
| 10. září | Francie - Španělsko | 3:1      | 25:21 | 25:15 | 25:27 | 25:17 |       | 100:80  |
| 10. září | Polsko - Řecko      | 3:0      | 25:22 | 28:26 | 25:20 |       |       | 78:68   |

| Poř | Země      | Body | Zápasy | Výhry | Prohry | Sety | Ratio | Míče    | Ratio |
| --- | --------- | ---- | ------ | ----- | ------ | ---- | ----- | ------- | ----- |
| 1.  | Polsko    | 10   | 5      | 5     | 0      | 15:6 | 2.500 | 482:425 | 1.134 |
| 2.  | Francie   | 9    | 5      | 4     | 1      | 13:7 | 1.857 | 482:438 | 1.100 |
| 3.  | Německo   | 8    | 5      | 3     | 2      | 11:9 | 1.222 | 461:466 | 0.989 |
| 4.  | Řecko     | 7    | 5      | 2     | 3      | 8:11 | 0.727 | 435:464 | 0.938 |
| 5.  | Španělsko | 6    | 5      | 1     | 4      | 7:14 | 0.500 | 445:476 | 0.935 |
| 6.  | Slovensko | 5    | 5      | 0     | 5      | 8:15 | 0.533 | 475:511 | 0.930 |

### Skupina F (Istanbul)
| Datum    | Zápas                  | Výsledek | Sety  | Sety  | Sety  | Sety  | Sety | Míče   |
| Datum    | Zápas                  | Výsledek | 1     | 2     | 3     | 4     | 5    | Míče   |
| -------- | ---------------------- | -------- | ----- | ----- | ----- | ----- | ---- | ------ |
| 8. září  | Rusko - Srbsko         | 3:1      | 25:15 | 17:25 | 25:21 | 25:19 |      | 92:80  |
| 8. září  | Nizozemsko - Itálie    | 3:1      | 25:22 | 23:25 | 25:21 | 27:25 |      | 100:93 |
| 8. září  | Finsko - Bulharsko     | 0:3      | 22:25 | 15:25 | 20:25 |       |      | 57:75  |
| 9. září  | Itálie - Rusko         | 0:3      | 23:25 | 21:25 | 21:25 |       |      | 65:75  |
| 9. září  | Bulharsko - Nizozemsko | 3:1      | 25:15 | 26:24 | 21:25 | 28:26 |      | 100:90 |
| 9. září  | Srbsko - Finsko        | 3:0      | 25:20 | 25:14 | 25:22 |       |      | 75:56  |
| 10. září | Rusko - Bulharsko      | 3:0      | 25:21 | 25:23 | 25:22 |       |      | 75:66  |
| 10. září | Finsko - Itálie        | 0:3      | 25:27 | 19:25 | 25:27 |       |      | 69:79  |
| 10. září | Nizozemsko - Srbsko    | 1:3      | 20:25 | 23:25 | 25:21 | 23:25 |      | 91:96  |

| Poř | Země       | Body | Zápasy | Výhry | Prohry | Sety  | Ratio | Míče    | Ratio |
| --- | ---------- | ---- | ------ | ----- | ------ | ----- | ----- | ------- | ----- |
| 1.  | Rusko      | 10   | 5      | 5     | 0      | 15:3  | 5.000 | 436:359 | 1.187 |
| 2.  | Bulharsko  | 9    | 5      | 4     | 1      | 12:6  | 2.000 | 422:390 | 1.082 |
| 3.  | Srbsko     | 8    | 5      | 3     | 2      | 12:8  | 1.500 | 445:425 | 1.047 |
| 4.  | Nizozemsko | 7    | 5      | 2     | 3      | 10:12 | 0.833 | 504:505 | 0.998 |
| 5.  | Itálie     | 6    | 5      | 1     | 4      | 5:12  | 0.417 | 386:414 | 0.932 |
| 6.  | Finsko     | 5    | 5      | 0     | 5      | 2:15  | 0.133 | 332:422 | 0.787 |

### Play off (Izmir)

#### Semifinále
| 12. září | Polsko - Bulharsko | 3:0 | 25:19 | 30:28 | 25:20 |       |       | 80:67   |
| 12. září | Rusko - Francie    | 2:3 | 18:25 | 22:25 | 27:25 | 25:15 | 15:17 | 107:107 |

#### Finále
| 13. září | Polsko - Francie | 3:1 | 29:27 | 25:21 | 16:25 | 26:24 |  | 96:97 |

#### O 3. místo
| 13. září | Bulharsko - Rusko | 3:0 | 25:18 | 26:24 | 25:21 |  |  | 76:63 |

## Přehled nejlepších hráčů
- Nejužitečnější hráč:  Piotr Gruszka
- Nejvíce bodující hráč:  Antonin Rouzier
- Nejlepší útočník:  Alexander Volkov
- Nejlepší blokař: Viktor Yosifov
- Nejlépe podávající hráč:  Jurij Běrežko
- Nejlepší nahrávač:  Paweł Zagumny
- Nejlepší přihrávač:  Stéphane Antiga
- Nejlepší Libero:  Hubert Henno

## Mistři Evropy
1.  Polsko
| - Piotr Nowakowski - Piotr Gruszka - Daniel Pliński - Paweł Zagumny - Bartosz Kurek | - Jakub Jarosz - Zbigniew Bartman - Marcel Gromadowski - Paweł Woicki - Michał Ruciak | - Piotr Gacek - Krzysztof Ignaczak - Michał Bąkiewicz - Marcin Możdżonek |

Trenér: Daniel Castellani
2.  Francie
| - Yannick Bazin - Hubert Henno - Antonin Rouzier - Romain Vadeleux - Jean-Philippe Sol | - Stéphane Antiga - Guillaume Samica - Stéphane Tolar - Édouard Rowlandson - Toafa Takaniko | - Samuel Tuia - Baptiste Geiler - Oliver Kieffer - Jean-François Exiga |

Trenér: Philippe Blain
3.  Bulharsko
| - Georgi Bratoev - Hristo Tsvetanov - Andrey Zhekov - Vladislav Ivanov - Krasimir Gaydarski | - Matey Kaziyski - Tsvetan Sokolov - Teodor Todorov - Metodi Ananiev - Valentin Bratoev | - Vladimir Nikolov - Viktor Yosifov - Teodor Salparov - Todor Aleksiev |

Trenér: Silvano Prandi

## Konečné pořadí
| 26.              | Mistrovství Evropy 2009 | Z | V | P | Sety  | B  |
| ---------------- | ----------------------- | - | - | - | ----- | -- |
| Zlatá medaile    | Polsko                  | 8 | 8 | 0 | 24:7  | 16 |
| Stříbrná medaile | Francie                 | 8 | 6 | 2 | 20:12 | 14 |
| Bronzová medaile | Bulharsko               | 8 | 6 | 2 | 18:10 | 14 |
| 4.               | Rusko                   | 8 | 6 | 2 | 20:10 | 14 |
| 5.               | Srbsko                  | 6 | 4 | 2 | 15:8  | 10 |
| 6.               | Německo                 | 6 | 4 | 2 | 14:11 | 10 |
| 7.               | Nizozemsko              | 6 | 3 | 3 | 13:13 | 9  |
| 8.               | Řecko                   | 6 | 3 | 3 | 11:12 | 9  |
| 9.               | Španělsko               | 6 | 2 | 4 | 10:14 | 8  |
| 10.              | Itálie                  | 6 | 2 | 4 | 8:12  | 8  |
| 11.              | Slovensko               | 6 | 1 | 5 | 11:15 | 7  |
| 12.              | Finsko                  | 6 | 1 | 5 | 5:15  | 7  |
| 13.              | Turecko                 | 3 | 0 | 3 | 2:9   | 3  |
| 14.              | Estonsko                | 3 | 0 | 3 | 2:9   | 3  |
| 15.              | Slovinsko               | 3 | 0 | 3 | 1:9   | 3  |
| 16.              | Česko                   | 3 | 0 | 3 | 1:9   | 3  |